# كان في كل زمان
كان في كل زمان هو مسلسل كويتي ابتدأ عرضه في غرة رمضان 2017. المسلسل من تأليف هبة مشاري حمادة وإخراج المخرجين محمد القفاص وسائد بشير الهواري وسيف شيخ نجيب وعيسى ذياب وبطولة سعاد عبد الله. يتكون المسلسل من عدة قصص لا علاقة لها بسابقها متنوعة في مضمونها تأخذ كل منها حلقتين أو ثلاث. يُعرض المسلسل على قنوات الراي وعمان وقطر والظفرة وأوربت المشفرة وMBC1. المسلسل تم تصويره في عدَّة لوكيشنات في عدد من الدول الخليجية والعربية وغيرها، وقد نال إعجاب العديد من المجلات والصحف العربية.

## الإنتاج
كان المسلسل في البداية يحمل اسم كان يا ما كان، ولكن تم تغيير اسمه قبل العرض إلى كان في كل زمان. يحتوي المسلسل على 11 قصة مختلفة، وهو من تأليف هبة مشاري حمادة وأخرجه أربعة مخرجين مختلفين وهم محمد القفاص وسيف شيخ نجيب وعيسى ذياب وسائد بشير الهواري وإنتاج صباح پكچرز. تم تصوير المسلسل في عددٍ كبير من اللوكيشينات في أكثر من دولة من ضمنها مدينة الكويت وضواحيها وفي مناطق مختلفة في البحرين حيث تم تصوير ست حلقات هناك، من ضمننها القرية التراثية، ولبنان. والإمارات وتركيا.
وصفت بطلة المسلسل سُعاد عبد الله البحرين بأنها البيئة الأنسب لتصوير الأعمال التراثية بجانب عمان، لأنها «مازالت محتفظة بطابعها وشكل البيوت القديمة والنخل و(الفرجان القديمة)»
الممثلة مرام قالت أن من الصعوبات التي واجهتهم في تصوير الحلقات التراثية هو موضوع اللغة، حيث أنَّ «اللهجة القديمة مختلفة عن الحديثة»
نظام المسلسل الذي يعرض عدة قصص في مسلسل واحدة كان شائعًا منذ نهاية الستينات وبداية السبعينات، حسب قول بطلة المسلسل سُعاد عبد الله، التي وصفت نظام الثلاثين حلقة بأنَّه «لعنة أصبابتنا في السنوات الأخيرة» كما أضافت سعاد عبد الله بأن المسلسل يتطرق لجميع الجوانب، «سنقدم الجانب الاجتماعي والسياسي والتراثي والكوميدي».
واصفة الحلقات التي تتحدث عن الإرهاب، قالت سعاد عبد الله أنهم يقدمونها بإطار كوميديا سوداء «مثل وجوههم»
يتطرَّق العمل إلى عدة موضوعات جديدة، فعلى حسب قول كاتبة المسلسل هبة مشاري حمادة «لأول مرّة، نحاول خلال العمل طرح قضايا مجتمعيّة وليس موضوعات اجتماعية فقط كالزواج والطلاق والغيرة والقصص المعتادة، إذ تطرقنا إلى قضايا على غرار العمالة والخدم في المنازل وأطفال الشوارع، وقضايا الطفولة وقضايا تراثية من الموروث الشعبي، وحاولنا أن نكون متنوّعين قدر الإمكان، فعمدتُ إلى الكتابة بأسلوب ونَفَس مُختلفيْن في كل قصة»، وأضافت بأنهم سعوا إلى «الخروج برَّا العلبة» بهذا العمل.
وصفت سعاد عبد الله تجربة الأدوار المتعددة بالشاقة وقالت أنها لا تعتقد أنها ستقوم بها ثانية، بسبب ما تتطلبه من جهد جسدي وذهني.
يُعرض المسلسل على قنوات الراي وتلفزيون قطر وتلفزيون عمان والظفرة وMBC1 وأوربت المشفرة.

## طاقم التمثيل
| الممثلـ (ـة)      | قصة 1  | قصة 2          | قصة 3         | قصة 4           | قصة 5              | قصة 6 | قصة 7        | قصة 8    | قصة 9 | قصة 10                  | قصة 11      |
| ----------------- | ------ | -------------- | ------------- | --------------- | ------------------ | ----- | ------------ | -------- | ----- | ----------------------- | ----------- |
| سعاد عبد الله     | سبيچة  | أم منصور"نورة" | طيبة          | فضة             | اللصة "شريفة"      | أنيسة | موضي         | رقيَّة     | بزة   | صاحبة مكتب الخدم"مليحة" | نجمة        |
| فاطمة الصفي       | تغريد  | ضيفة شرف       | شروق          |                 | والدة الطفلة "زوز" | بلقيس | نورية        |          |       |                         |             |
| عبد المحسن القفاص |        | أحد القتلة     |               | إعلامي تلفزيوني | إرهابي             |       |              | زوج رجاء |       |                         |             |
| جاسم النبهان      |        | جار أم منصور   |               |                 |                    |       | شهاب         |          |       |                         |             |
| صلاح الملا        |        |                |               |                 |                    |       |              |          |       |                         |             |
| سليمان الياسين    |        |                | بو عبد العزيز | زوج فضة         |                    |       |              |          |       |                         | زيد (عجوزًا) |
| إلهام الفضالة     |        |                |               |                 |                    |       |              | رجاء     |       |                         |             |
| يعقوب عبد الله    |        |                |               |                 |                    |       |              | راهول    |       |                         |             |
| مرام              |        |                |               |                 |                    |       | قماشة        |          |       |                         |             |
| محمد العجيمي      |        |                |               |                 | ارهابى             |       |              |          |       |                         |             |
| منى شداد          |        |                |               |                 |                    |       |              |          |       |                         |             |
| علي كاكولي        | سليمان |                |               | وليد            | هشام               | قُتيبة |              |          |       |                         |             |
| ريم ارحمه         |        |                |               |                 |                    | نوف   |              |          | حصة   |                         |             |
| فرح الصراف        |        |                | حفصة          |                 |                    | ميسون |              |          |       |                         | فاطمة       |
| حمد أشكناني       |        | منصور          | خالد          |                 | الإرهابي "غيث"     | قصى   | إبراهيم/لافي |          |       |                         | هارون       |
| عيسى ذياب         |        |                |               |                 |                    | حمد   |              |          |       |                         |             |
| محمد المسلم       |        |                |               |                 |                    |       |              |          |       |                         | انس         |
| ليلى عبد الله     |        |                | شارميلا       |                 |                    |       |              | دلال     | سارة  |                         |             |
| خالد مظفر         |        |                |               |                 |                    |       |              |          |       |                         |             |
| حلا               |        |                |               |                 |                    |       |              |          |       |                         | نجمة (شابه) |
| سعوده             |        |                |               |                 |                    |       |              |          |       |                         |             |
| ناصر عباس         |        |                |               |                 |                    |       |              | ياسر     |       | حمد                     |             |
| زينب غازي         |        | ضيفة شرف       |               |                 |                    |       |              |          |       |                         |             |
| فرح الهادي        |        |                |               |                 |                    |       |              |          | بوجا  |                         |             |
| سعود بوعبيد       |        |                |               |                 |                    |       |              |          |       |                         | زيد (شابا)  |
| روان الصايغ       |        |                |               |                 | زوجة هشام          | ندى   |              |          |       |                         |             |

- حسين المهدي بدور «حيدر» في قصة خيانة أغسطس
- محمد الرمضان بدور «لافي» في قصة خيانة أغسطس
- شجون الهاجري: بدور «رشا» في قصة خيانة أغسطس [11]
- عبد الرحمن الصايغ: بدور «إبراهيم» في قصة ام السعف والليف.[12]
- قيس شيخ نجيب: بدور «أسامة» في قصة معك سرًّا عليك جهرًا.[13]
- محمد جمال
- خميس البلوشي

## العرض

لقطة من شارة المقدمة يظهر اسم المسلسل

### موسيقى البداية

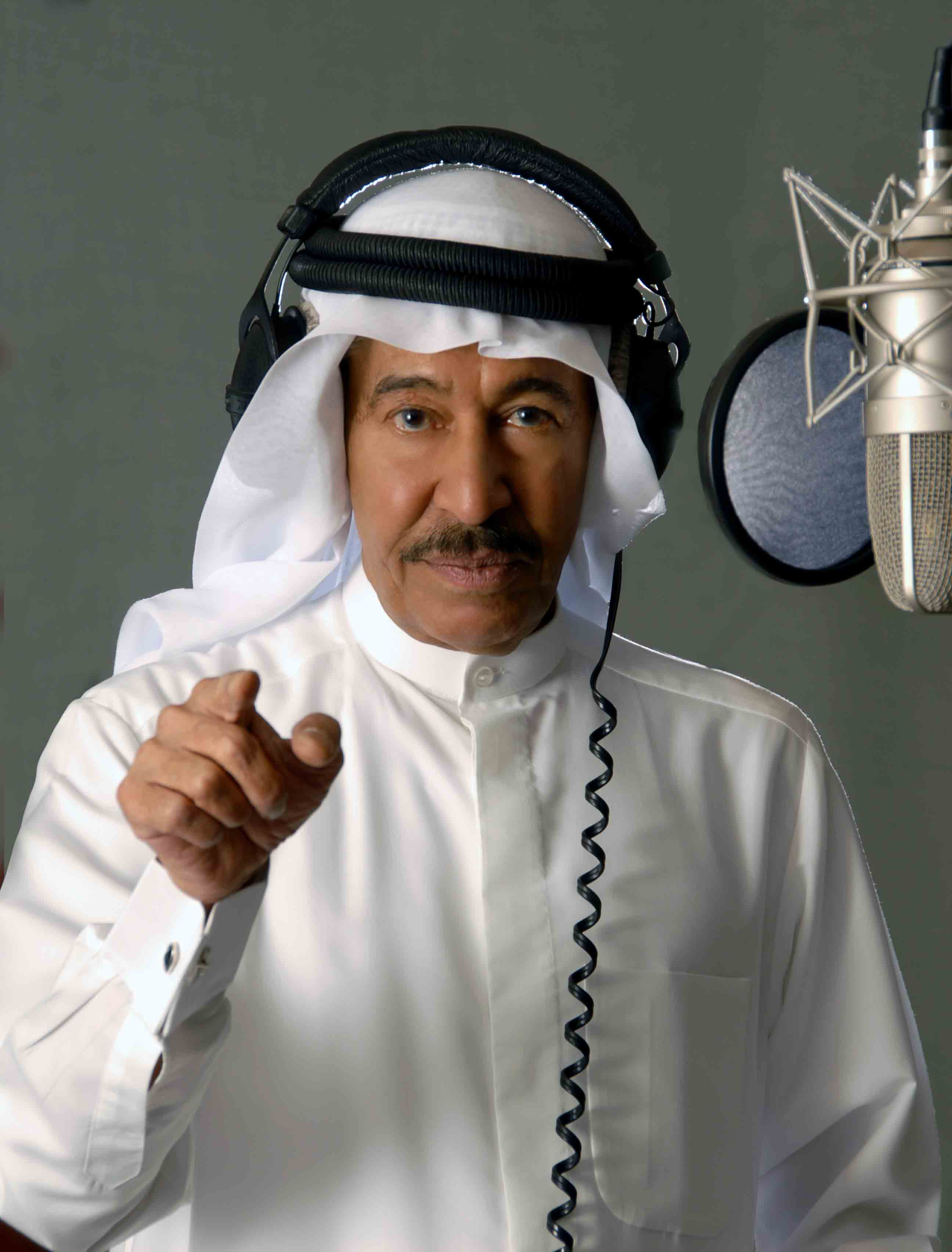
المغني الكويتي عبد الكريم عبد القادر قام بأداء شارة البداية

التوزيع الموسيقى كان من قِبَل عدنان عبد الله، وكلمات المقدمة كانت للشاعر الكويتي ساهر، ومن ألحان مشعل العروج وغناء عبد الكريم عبد القادر. أما الموسيقى التصويرية فكانت لجمال القائد، وكلمات أغاني الحلقات كانت لنفس مؤلفة المسلسل، هبة مشاري حمادة، أما غناؤها فكان من أداء آلاء الهندي.

### الحلقات
| م. | قصة | العنوان                                          | إخراج             | زمان ومكان الحلقة                        | تاريخ البث الأصلي | مصدر مباشر                   |
| القصة الأولى |     |                                                  |                   |                                          |                   |                              |
| --- | --- | ------------------------------------------------ | ----------------- | ---------------------------------------- | ----------------- | ---------------------------- |
| 1 | 1   | «التهمة الله أكبر (الجزء الأول)»                 | سيف شيخ نجيب      | إنگلترا، زماننا الحالي                   | 27 مايو 2017      | الحلقة 1 على تلفزيون قطر     |
| تُسافر عائلة سليمان المُكوَّنة من سليمان وزوجته تغريد وابنائهما، بالإضافة إلى والدة تغريد، السيَّدة المُسنَّة «سبيچة» (سعاد عبد الله) إلى إحدى الدُول الأوربيَّة. في أثناء تنزه العائلة في إحدى الحدائق، تأخذ سبيچة ألعاب على شكل بندقيتين من حفيديها حرصًا زائدًا منها من تفكير الناس الخاطئ، وتخفيهما تحت عباءتها، ثم تبدأ بالصلاة وسط الحديقة. أثناء الصلاة، لتؤشر لحفيديها بالتزام الهدوء، تردد قول عبارة "الله أكبر" عدة مرات، وأثناء ذلك تسقط إحدى الأسلحة من عباءتها. عند إشهار ضابط الأمن لسلاحه، تحاول سبيچة قول "أنا سائحة - I'm [a] tourist"، فتخطئها بسبب ضعفها باللغة الإنگليزية بعبارة "أنا إرهابية - I'm [a] terrorist" بسبب تشابههما باللفظ، وتنتشر أخبار وتغريدات ومقاطع ڤيديو هذه الحادثة كالنار في الهشيم عبر الإنترنت. اللغات واللهجات الظاهرة في الحلقة (بجانب الكويتية): لهجة شامية (الطفل اليتيم وسائق التكسي)، لغة إنجليزية (سكان إنگلترا المحليون، وفي وسائل الإعلام) |     |                                                  |                   |                                          |                   |                              |
| 2 | 2   | «التهمة الله أكبر (الجزء الثاني)»                | سيف شيخ نجيب      | إنگلترا، زماننا الحالي                   | 28 مايو 2017      | الحلقة 2 على تلفزيون قطر     |
| لحفظ ماء وجه قسمهم والحفاظ على وظائفهم، يتفق فردان من قسم مكافحة الإرهاب على تلفيق تهم وتزوير الأدلة بحق سبيچة، إلا أن زميلهما الثالث «خان» يُعارض الفكرة بشدة كونها تخالف مبادئ دولتهم، إلا أنهما زميلَيْه يُرغمانه على التواطئ معهم. أثناء محاكمة سبيچة، يعترف خان بتزوير للأدلة، ويُرى زميلَيْه وقد قُبض عليهما، وسبيچة في زنزاتها، وعلى ما يظهر أنها فارقت الحياة. اللغات واللهجات الظاهرة في الحلقة (بجانب الكويتية): لغة إنگليزية (وسائل الإعلام، والسكان المحليون)، لغة فرنسية (وسائل الإعلام)، لغة عربية فصحى (تنظيم داعش، وسائل الإعلام، إحدى وحدات مكافحة الإرهاب البريطانية، مترجمة المحكمة)، لهجة مصرية (زميلة سبيچة في السجن) |     |                                                  |                   |                                          |                   |                              |
| القصة الثانية |     |                                                  |                   |                                          |                   |                              |
| 3 | 1   | «الطرمة (الجزء الأول)»                           | محمد القفاص       | الكويت، فترة ما قبل ظهور النفط           | 29 مايو 2017      | الحلقة 3 على تلفزيون قطر     |
| 4 | 2   | «الطرمة (الجزء الثاني)»                          | محمد القفاص       | الكويت، فترة ما قبل ظهور النفط           | 30 مايو 2017      | الحلقة 4 على تلفزيون قطر     |
| في الكويت القديمة، وفي رحلة بحرية للغوص على اللؤلؤة، أثناء فتح المحارات، يعثر «منصور» على دانة (لؤلؤة) يصفها بـ"أكبر دانة رآها في حياته". يخبره زميله بابتلاعاها لكي يستولوا عليها هم واثنين آخرين من زملائهم، دون مشاركة ريعها مع غيرهم. عند وصولهم إلى الكويت، يُأنِّب منصورَ ضميرُه من هذه الفعلة المُحرَّمة، إلا أنا بقية زملائه لا يُشاكرونه نفس الشعور، ونتيجة لذلك يُقتل منصور على أيديهم، وترى الحادثة أمه «نورة» (سُعاد عبد الله) التي الصماء البكماء. تستنجد نورة بجارها، وبعد أن فهم القصة كاملة، يخبرها بأنه لن يرتاح له بالٌ إلا عندما يرى حبل المشنقة على رقابهم تحقيقًا للعدالة، ولكن أم منصور ترفض هذا حيث أنها فكرت بخطة خبيثة للانتقام من قَتَلَة ابنها، ويُساعدها جارها على تنفيذها. في رحلتهم للبحرين لبيع الدانة التي سرقوها، والتي تُقدَّر قيمتها بـ15.000 ربِّية، تبدأ نورة بتنفيذ سلسلة من جرائم القتل، بدأً بإخافة ثم طعن أحد قتلة ابنها، ثم بسكب الغاز على الثاني وإحراقه حيًّا، مررورًا بالرأس المدبر لجماعة القتلة. |     |                                                  |                   |                                          |                   |                              |
| القصة الثالثة |     |                                                  |                   |                                          |                   |                              |
| 5 | 1   | «خيانة أغسطس (الجزء الأول)»                      | محمد القفاص       | الكويت، 1 أغسطس 1990                     | 31 مايو 2017      | الحلقة 5 على تلفزيون قطر     |
| في إحدى بيوت الكويت، وفي الأول من شهر أغسطس (آب) عام 1990، تُحكى حكاية إحدى العوائل الحضريَّة السُنِّية: ابنة العائلة «شُروق» متزوِّجة من شخص بدوي يُدعى «لافي»، وتتنسى من زوجها أثناء حملها. يحدث جدال بينها وبين زوجها في منزل والديه بعد أن أمسكت شروق الدَّلَّة والفنجان في الأيادي الخطأ، ويرفض زوجها أخذ القهوة منها نتيجة لذلك، مما يُغضبها وتذهب لبيت أهلها نتيجة لذلك. الابنة الثانية، «حفصة»، تحب زميلها في المستشفى، وهو شخص شيعي اسمه «حيدر»، ورغم حبه لها، إلا أنَّ أهله يرفضون فكرة زواجه بها بسبب اختلافهم المذهبي، فما كان من والد حفصة بعد أن رأى حالة ابنته إلا أن يخبره بأنه -أي حيدر- إن لم يأتهم لطلب يد ابنتهم خلال أسبوع، فستُخطب لشخص آخر، تاركًا الباقي على حيدر. أم الابنة الأخيرة «رشا» (شُجون الهاجري)، فتستلطف ابن جيرانها «خالد». والدتهم «طيبة» (سُعاد عبد الله)، تعمل طبيبة في إجدى مستشفيات الكويت وهي زوجة مخلصة وأم حنونة، تكتشف عن طريق الصدفة أن لزوجها زوجة ثانية، أنجبت منه ولدًا أسمته «عبد العزيز»، حيث قامت هي نفسها بتوليدها في المستشفى في هذا اليوم وعندما تواجهه في الأمر، يخبرها بأنها حبه الأول والأخير وأنه تزوج من أخرى لأجل أن تُنجب له ولدًا يحمل اسمه فقط، إلا أن طيبة تطلب الطلاق. |     |                                                  |                   |                                          |                   |                              |
| 6 | 2   | «خيانة أغسطس (الجزء الثاني)»                     | محمد القفاص       | الكويت، 2 أغسطس 1990                     | 1 يونيو 2017      | الحلقة 6 على تلفزيون قطر     |
| يغادر زوج طيبة المنزل دون أن يطلقها رغم ترجيها وتوسلها. بعد فترة تذهب طيبة لمستشفاها لتشهد ما لم تتوقع أن تراه في أسوأ كوابيسها، حيث ترى الجيش العراقي وقد غزا واحتل الكويت، وراحوا يعبثون بكل ما في المستشفى ويقتلون كل من يجادلهم ويسرقون الأدوية والمعونات. بعد فترة قصيرة، يأتي زوج طيبة، الذي يشغل رتبة لواء في الجيش الكويت، إلى بيته ليطلب منها أن تُسامحه علمًا منه أن الوقت ضيِّق وأنَّه قد لا يراها مجدَّدًا؛ وعلى الرغم من إلحاح وتوسل زوج ابنته لافي به لكي يذهب لمكان آخر حيث أن الجيش العراقي سيأتي للبحث عنه كونه يشغل رتبة عالية في الجيش الكويتي، إلا أنه يرفض إلا أن يرا زوجته ويطلب غفرانها أولًا. تصل طيبة ومعها عدد كبير من الأطفال الرضع الذين أنقذتهم من المستشفى الذي تعمل به، من بينهم عبد العزيز رضيع زوجها من زوجته الثانية، وعندما وصلت البيت طلب منها زوجها أن تسامحه، وفي هذه اللحظة يلاحظ لافي وصول الجيش العراقي لحيِّهم، فيقرر زوج طيبة تسليم نفسه لحماية عائلته، لكن زوجته طيبة تطلب منه ألَّا يفعل ذلك، وتخبئه وزوج ابنتها في خزان المياه في سقف المنزل، إلا أن الجيش العراقي يجدونه في النهاية؛ وحيثما كانوا يأخذونه بعيدًا، تقول طيبة لنفسها "سامحتك يا بو عبد العزيز". |     |                                                  |                   |                                          |                   |                              |
| 7 | 3   | «خيانة أغسطس (الجزء الثالث)»                     | محمد القفاص       | الكويت، فترة الغزو العراقي لغاية التحرير | 2 يونيو 2017      | الحلقة 7 على تلفزيون قطر     |
| تستعرض الحلقة بطش الجيش العراقي أثناء الغزو، وتكاتف شعب الكويت خلال فترة الغزو عن طريق عرض حياة عائلة طيبة ومعارفهم أثناء الغزو. فطيبة وابنتها الكبرى شروق كانتا تقومان بإيصال الأسلحة لمجاميع المقاومة، وحفصة التي درست الطب كانت تقوم بمعالجة مجاميع المقاومة سرًّا، أم الابنة الصغرى رشا فكانت تقوم بكتابة وطباعة المنشورات التوعويَّة من مختلف النواحي، كالتوعية بأساليب الوقاية من الأسلحة الكيماويَّة. أما لافي زوج شروق، وحيدر زميل حفصة، فكانا كلاهما ضمن مجاميع المقاومة، وخالد ابن جيرانهم كان يقوم بأعمال المقاومة الناعمة، كتوزيع المنشورات ونشر الأخبار. ملاحظة: استبدلت شارة النهاية الموسيقية بهذه الحلقة بأغنيَّة وطن النهار للموسيقار عبد الكريم عبد القادر |     |                                                  |                   |                                          |                   |                              |
| القصة الرابعة |     |                                                  |                   |                                          |                   |                              |
| 8 | 1   | «سعد... من ذوي الابتهاجات الخاصة (الجزء الأول)»  | محمد القفاص       | الكويت، زماننا الحالي                    | 3 يونيو 2017      | الحلقة 8 على تلفزيون قطر     |
| 9 | 2   | «سعد... من ذوي الابتهاجات الخاصة (الجزء الثاني)» | محمد القفاص       | الكويت، زماننا الحالي                    | 4 يونيو 2017      | الحلقة 9 على تلفزيون قطر     |
| مذيعة الأخبار الشهيرة «فُضَّة» مريضة بمرض الزَّهايمر لا تعرف عائلتها وصارت تعيش في المنزل المُجاور لهم، وتتجنب عائلتها ذكر هذه الحقيقة لما ستُسبِّبُها لها من صدمة، يتطوَّر مرضها بعد أن نست ما تقوم به وهي على الهواء مباشرة، وابنها «سعد» مُعاق عقليًّا -مُصاب بمتلازمة داون. تحكي القصة عن حياة فضة، وحياة سعد، ومعاناة عائلتها من رؤيتها وهي في هذه الحالة، فابنتها لا تكاد تُصدِّق نفسها عندما تتذكرها فضة، وزوجها لا يزال يذكرها ويفتقدها ويتخيل وجودها بجانبه، وابنها لا يهدأ له حال إلى عندما يطمئن عليها وعلى سعد طول الوقت، كما تستعرض الحلقتان ما يعانيه مرضى الزهايمر من نسيان دائم وحزن واكتئاب. |     |                                                  |                   |                                          |                   |                              |
| 10 | 3   | «سعد... من ذوي الابتهاجات الخاصة (الجزء الثالث)» | محمد القفاص       | الكويت، زماننا الحالي                    | 5 يونيو 2017      | الحلقة 10 على تلفزيون قطر    |
| يقفل سعد الباب على والده المريض بالسُّكر لهوًا ولعبًا منه، مما يتسبَّب بدخول والده في حالة حرجة ويُغمى عليه، بينما يذهب سعد مع حصَّة إلى الجمعية. بعد عودته وفتحه الباب، يجب والده على هذه الحالة فيُسرع بإخبار جارته -أمُّه- بالأمر، التي ما أن ترا جارها -زوجها- على هذه الحال فتسرع بأخذ أكلة عالية الطاقة لتهديه، وما وجدت أمامها سوى الرهش الذي أطعمته اياه وأفاق بعدها بقليل، وعند وصول الإسعاف اطمئنُّوا على حالته. عندما وصل ابنه البيت وجد والده سعيدًا ومُبتسمًا، وعندما سأله عن السبب قال له بأن أمَّه أطعمته الرهش بيدها. أثناء ذلك يأتي ابنتهما الطلق وتذهب العائلة للمستشفى، وهناك أثناء انتظارهم ترى فضة صورة عائلية وتكتشف صدفة أن جيرانها هم في الحقيقة عائلتها، وتسقط مغميًّا عليها من الصدمة. في اليوم التالي، تظهر فضة خارج بيتها مرة أخرى، وقد نست ما حدث بالأمس ونست عائلتها مُجدَّدًا. |     |                                                  |                   |                                          |                   |                              |
| القصة الخامسة |     |                                                  |                   |                                          |                   |                              |
| 11 | 1 َ  | «المهنة بوَّاقَة (الجزء الأول)»                     | سائد بشير الهواري | المريخ                                   | 6 يونيو 2017      | الحلقة 11 على تلفزيون قطر    |
| تبدأ الحلقة بمشاهد لامرأة مُسنَّة تُدعى «شريفة» (سعاد عبد الله) تسرق المُتسوِّقين في سوق المباركية بذكاء وفطنة؛ فتتفنَّن بسرقة هذا واختلاس مال ذاك. رغم كونها لصَّة، إلا أن الحلقة تُبيَّن أفكارها وأخلاقها؛ فهي لم تسرق من فقير غير مُقتدر. في البداية، تسرق شريفة عن طريق حيلة ذكيَّة، عندما كانت تتبضِّع في إحدى المحال لتشتري بعض الفواكه، رأت شابًا وتباكت وأخبرته بأنه يُذكِّرُها بولدها، وطلبت منه أنا يُناديها "يمه" (أُمِّي). ثم بعد ذلك ملأت عربتها بما لذ وطاب من الفواكه والخضار، وأخبرت البائع بأن يُحاسب "ابنها". في سرقتها التالية، طلبت شريفة من إحدى السيدات أن تستعير هاتفها لتتصل بابنها وتخبره عن مكانها لأن البطارية نفذت من هاتفها، وتدريجيًّا توارت عن الأنظار وسرقت الهاتف. لاحقًا، عند تبضعها لبعض الحلويات، تنشر أكاذيب بين جارين في السوق فتشعل الفتنة فيما بينهما ويتطوَّر الأمر لجدال حاد، فيما تستغل هي الفرصة لتسرقهما. فيما بعد، تسرق من شاب حقيبة اعتقدت أنَّها تحمل مبلغًا كبير جدًّا بعد أن ادعت أنها خطَّابة وأشغلته بألبوم يحمل صور الفتيات الراغبات بالزَّواج. الحلقة ركزت على مواضيع أخرى تختلف عن السرقة الفيزيائيَّة؛ فذكرت تارة العشير الذي يسرق عشرة العمر في يوم وليلة، وعلى الآن التي تسرق براءة وطفولة ابنتها من أجل المال، وعلى الكاتب الذي تُسرق أفكاره. في النهاية، تطلب المرأة من شابَّين أن يوصلاها بسيارتهما تسوُّلًا لتتفادى دفع أجرة التكسي، لتتفاجأ بأنهما جزء من مجموعة إرهابية مع الشاب الذي سرقت حقيبته، وأنَّ الحقيبة في الواقع لا تحمل مالًا بل شيء آخر لم تتوقعه أبدًا. |     |                                                  |                   |                                          |                   |                              |
| 12 | 2 َ  | «المهنة بوَّاقَة (الجزء الثاني)»                    | سائد بشير الهواري | المريخ                                   | 7 يونيو 2017      | الحلقة 12 على تلفزيون قطر    |
| 0:55:20 على انفجار القنبلة: تكتشف المجموعة الإرهابية أن المرأة التي ركبت معهم هي نفسها التي سرقت الحقيبة من زميلهما. يجبر الإرهابيَّيْن شريفة على إعادة الحقيبة التي تحمل القنبلة الموقوتة للمكان الذي أخذتها منه، أي في سوق المباركية أحد أشهر أسواق الكويت وأكثرها ازدحامًا، فما كان لها إلَّا أن تستمع وتُنفِّذ وسط تهديداتهم. 0:47:55 على انفجار القنبلة: أثناء تسوقهما للمجوهرات، يموت زوج إحدى النساء أمام عينيها وهما جالسان، فلا تأبه به وتستكمل شراء طقم المجوهرات من كرته البنكي، حارصة على ألَّا يلحظ البائع أن من يجلس أمامه رجل قد فارق الحياة! 0:45:20 على انفجار القنبلة: أثناء تناول الكاتب «هشام» الغداء مع زوجته، يقابلان صدفة الكاتب الكبير «كنعان راجح»، وهو كاتب قام بسرقة أفكار وإبداعات غيره ليصل لشهرته، ومن بين الكتابات التي سرقها كتابات هشام نفسه. بعد إلقاء كنعان لبعض الكلام الخالي من الأدب والأخلاق تجاه زوجة هشام، يوسعه هشام زوجها ضربًا وركلًا، وسط جميع الموجودين، غير آبه بأي متسوقٍّ أو مار. 0:43:05 على انفجار القنبلة: نفجر طفلة بكاءً وغضبًا، على والدتها التي سرقت طفولتها من براءتها وأحلامها، واختلست أموال ابنتها بلا وجه حق. 0:41:50 على انفجار القنبلة: تحاول شريفة جاهدة التخلص من مأزقها عن طريق الإشارة لسائقي السيارات المجاورة لتُبين لهم وضعها بأنها مُختطفة من قبل الرجلين في مقدِّمة السيارة بلا جدوى، فلا أحد يفهم أو يفقه إشارات يديها وما تحاول قوله. 0:39:00 على انفجار القنبلة: بعد أن كشفا أمرها، يخطِّط الإرهابيان للتخلص من العجوز، فيقرِّران الذهاب إلى مكان خالٍ يبعد عن الديرة (مدينة الكويت) حوالي نصف ساعة، بعد ذلك يضعونها في مؤخرة السيارة ويغلقون عليها من جميع الجهات، ويكملون طريقهم لجهة مجهولة. 0:05:25 على انفجار القنبلة: تتلقَّى شريفة اتصالًا من الهاتف الذي سرقته في الحلقة السابقة من ابن السيِّدة التي سرقت هاتفها، وتستغل الفرصة لتوضح له حالتها. 0:04:05 على انفجار القنبلة: عن طريق استخدام برنامج الوتس آب، تستطيع شريفة إرسال موقعها الحالي للشاب، الذي بدوره يقوم بإبلاغ الشرطة. إلا أن مكانها البعيد وقُرب موعد انفجار القُنبلة يعني أن الشرطة لن يصلوا في الوقت المُناسب، فراحت شريفة تبكي وتناجي ربها وتدعي. 0:00:23 على انفجار القنبلة: يستقبل الإرهابيَّيْن الجالسَيْن في مقدمة السيارة اتصالًا من زميلهما الثالث غيث، الذي يُخبرهما بما لم يكونا قد توقعاه؛ حيث يقول لهما بأن القنبلة ليست في الحقيبة! وسط تعجبهما وتساؤلهما، ينظر الإرهابيان إلى المقعد الخلفي لسيارتهما ليجدا القنبلة وقد تبقى على انفجارها ثانيتان فقط. |     |                                                  |                   |                                          |                   |                              |
| القصة السادسة |     |                                                  |                   |                                          |                   |                              |
| 13 | 1 َ  | «حمامة بيت (الجزء الأول)»                        | محمد القفاص       | الكويت، زماننا الحالي                    | 8 يونيو 2017      | الحلقة 13 على تلفزيون قطر    |
| 14 | 2 َ  | «حمامة بيت (الجزء الثاني)»                       | محمد القفاص       | الكويت، زماننا الحالي                    | 9 يونيو 2017      | الحلقة 14 على تلفزيون قطر    |
| 15 | 3 َ  | «حمامة بيت (الجزء الثالث)»                       | محمد القفاص       | الكويت، زماننا الحالي                    | 10 يونيو 2017     | الحلقة 15 على تلفزيون قطر    |
| في منزل السيدة «أنيسة» (سعاد عبد الله) المُتزوِّجة من «حمد»، تكثر مشاكل الأبناء مع عوائلهم وتتفاقم لحد الانفجار خصوصًا بعد موت رب الأسرة حمد. وسط المشاكل العائلية والديون المادِّية، تُضطر أنيسة لبيع بيت عمرها وذكرياتها. |     |                                                  |                   |                                          |                   |                              |
| القصة السابعة |     |                                                  |                   |                                          |                   |                              |
| 16 | 1 َ  | «ام السعف والليف (الجزء الأول)»                  | محمد القفاص       | الكويت، قبل ظهور النفط                   | 11 يونيو 2017     | الحلقة 16 على تلفزيون قطر    |
| في إمارة الكويت قبل ظهور النفط حيث المجتمع مجتمع ذكوري يفضِّل الأبناء الذكور على البنات، لدى التاجر الكبير «شهاب» (جاسم النبهان) ابن واحد يُدعى «إبراهيم»، رُزِق به من زوجته الثانية «نوريَّة»، حيث أن زوجته الأولى «قماشة» شديدة الغيرة وسيئة الطباع والخُلق أنجبت منه خمس بنات ولم تنجب ولدًا. شهاب أبو إبراهيم يولي لابنه اهتمامًا كبيرًا ويعطيه مقامًا فوق مقام بناته الخمس جميعهن على حد تعبيره (وهذا لا يعني أنَّه مُهمل في حق بناته). في يوم من الأيام، تصطحب نورية أم إبراهيم ابنها معها السوق فيلهو ويلعب فيضيع ويذهب مع امرأة أخرى غير والدته تُدعى «موضي» تعيش بعيدًا عن الديرة. وسط حيرة ودهشة موضي، يبيت إبراهيم عندها ليلته. |     |                                                  |                   |                                          |                   |                              |
| 17 | 2 َ  | «ام السعف والليف (الجزء الثاني)»                 | محمد القفاص       | الكويت، قبل ظهور النفط                   | 12 يونيو 2017     | الحلقة 17 على تلفزيون قطر    |
| تموت نوريَّة حزنًا على ولدها بعد اختفائه. في اليوم التالي تخبر أم فرحان موضي بما حدث، وتعرف القصة كاملة منها. تخبر أم فرحان موضي بأن عليها ترك إبراهيم عند باب بيتهم ليلًا لكي لا يعلم أحد أنه كان عندها؛ حيث أنها لأسباب لم يُكشف عنها منبوذة من قبل المجتمع. تفعل موضي ذلك ولكن تفتح زوجة شهاب قماشة الباب فتجد إبراهيم ولا تدخله؛ بل وتتعدى ذلك وتأخذ إبراهيم إلى البحر وتلقيه ليلقى مصرعه هناك! إلا أن موضي التي تبعتها ألقت بنفسها في البحر وأخرجته. بعدما أخبرت موضي أم فرحان ما حدث؛ تتفقان على أن يبقى إبراهيم عند موضي إلى أن تضع قماشة مولودها حماية له من شرها وخبثها. عندما توليد قماشة، تكتشف أنها في الحقيقة حامل بتوأم؛ ولد أسماه أبوه «إبراهيم»، وبنت أسماها «نورية». |     |                                                  |                   |                                          |                   |                              |
| 18 | 3 َ  | «ام السعف والليف (الجزء الثالث)»                 | محمد القفاص       | الكويت، قبل ظهور النفط                   | 13 يونيو 2017     | الحلقة 18 على تلفزيون قطر    |
| تتوفى أم فرحان بعد هذه الأحداث بفترة ليست بالطويلة، وقد أهدت بعض الذهب لصديقتها موضي قبل موتها. مضت الأيام والسنون وإبراهيم لا يزال يعيش تحت كنف موضي التي أطلقت عليه اسم «لافي». في يوم من الأيام، يدفع إبراهيم (ابن قماشة) أخته نورية في الجليب (البئر)، فتستنجد أمها بلافي الذي كان على مقربة من منزلهم، وتعده بإعطائه كل ما شاء إن أنقذ ابنتها، فلا يطلب شييئًا سوى يدها عندما تكبر. وسط خبث ودجل قماشة وتدليل والده المفرط له، يكبر إبراهيم ليصير شابًا سيء السمعة كثير المشاكل والمتاعب، متسترًا بتدليل أمه وأبيه المفرطان، بينما يكبر لافي تحت يدي موضي ليصير فتًى طيب الخلق وحسن السمعة، وقد أسرت نورية ابنة شهاب قلبه. عندما يذهب وموضي التي تبنته لطلب يد نورية، تكتشف موضي أن نورية هي ابنة شهاب وقماشة، أي بمعنى آخر أخت لافي غير الشقيقة، ولكنه لا تخبره بذلك في تلك اللحظة، عندما يطرقان باب البيت، تستقبلهما قماشة بالإساءة والإهانات وتطردهما ولا تحفظ الكلمة التي أعطتها لإبراهيم قبل عشر سنوات. |     |                                                  |                   |                                          |                   |                              |
| 19 | 4 َ  | «ام السعف والليف (الجزء الرابع)»                 | محمد القفاص       | الكويت، قبل ظهور النفط                   | 14 يونيو 2017     | الحلقة 19 على تلفزيون قطر    |
| تعتدي قماشة على ابنتها نورية ضربًا وشتمًا اعتقادًا منها أن هناك شيئًا بينها وبين لافي. في نفس الليلة تُخطب نوريَّة لصديق إبراهيم عن طريقه ويوافق على ذلك أبوه بعد أن أقنعه إبراهيم، دون استشارة نورية نفسها، فما كان لنورية من شدة قهرها وضيمها إلا أن تلقي بنفسها في نفس الجليب الذي ألقاها فيه أخوها إبراهيم قبل عشر سنوات، والذي أخرجها منه لافي على وعدٍ لم توفِ بها والدتها. بعد إخراجها من الجليب، تقتنع والدتها بأنها قد قامت بالحرام، وتخبر والدها وأخوها بذلك، فينطلق إبراهيم في اليوم التالي ناويًا قتل لافي. بينما كان إبراهيم يبحث عن لافي ليرتكب جريمته، تذهب موضي إلى دكان شهاب وتخبره بكل شيء؛ بأن لافي هو في الحقيقة ابنه الأول إبراهيم، وبمدى مكر وخبث زوجته قماشة التي ألقت به في البحر، فما كان من شهاب إلا أن يجهش بالبكاء والحسرة، وينطلق راكضًا يبحث عن إبراهيم ولافي، ليشهد بنفسه مقتل ابنه إبراهيم على يد أخيه إبراهيم. |     |                                                  |                   |                                          |                   |                              |
| القصة الثامنة |     |                                                  |                   |                                          |                   |                              |
| 20 | 1 َ  | «رقية النسرة (الجزء الأول)»                      | عيسى ذياب         | الكويت، زماننا الحالي                    | 15 يونيو 2017     | الحلقة 20 على تلفزيون قطر    |
| 21 | 2 َ  | «رقية النسرة (الجزء الثاني)»                     | عيسى ذياب         | الكويت، زماننا الحالي                    | 16 يونيو 2017     | الحلقة 21 على تلفزيون قطر    |
| 22 | 3 َ  | «رقية النسرة (الجزء الثالث)»                     | عيسى ذياب         | الكويت، زماننا الحالي                    | 17 يونيو 2017     | الحلقة 22 على تلفزيون قطر    |
| «رقية» امرأة غنية جدًّا ولكنها نسرة سيئة الخلق لا يطيقها كل من يعرفها ولا يهمها سوى المال، في يومٍ من الأيام تسقط مغميًّا عليها وتكتشف أن قلبها ضعيف وتحتاج لعملية زرع قلب. «رجاء» هي امرأة فقيرة لها من الأبناء أربع لا يعيلهم غيرها، تسكن في إحدى العمارات التي تملكها رقية حيث ترى من رقية سوء الخلق وانعدام الرفق والرحمة، تُصاب رجاء بمرض قاتل ولا يبقى لها في هذه الحياة سوى شهران أو ثلاث. تيأس رقية وهي تبحث عن متبرع، إلى أن تَعْلَم بحالة رجاء، وتقول لها بأنها ستعطيها المال إن تبرعت لها بقلبها بعد موتها، فما كان من رجاء بعد ان استقبلت هذا العرض الوقح إلا الرفض والمغادرة. في اليوم التالي، تأتي رجاء إلى شقتها بعد نزهة أخذتها مع أبنائها لترى رقية منتظرةً عند الباب، طالبة منها الحديث معها. تضمن رقية لرجاء أبنائها، حيث قالت بأنها، في حالة موافقة رجاء على التبرع، ستتكفل بجميع مصاريفهم واحتياجاتهم وسكنهم وتعليمهم إلى أن يتخرجون من الجامعة، فما كان من رجاء القلقة على حال أبنائها بعد وفاتها سوى الموافقة، وينتقلون جميعهم للعيش في منزل رقية لغاية موعد العملية التي تنتظرها رقية على أحر من الجمر، وراحت تعد الأيام لغاية موت رجاء وتخلصها من عناء استضافتها وتحمّل أبنائها، ولكن، مع الأيام ترى رقية من رجاء معنى الحياة الحقيقي، فالحياة، حسب قولها، ليس أن يكون الإنسان "فيه نفس"، بل "له نفس" وأثر؛ فرقية التي ترى في امرأة ستلاقي بارؤها بعد أيام معدودات الابتسامة الدائمة والضحك العالي عرفت بعد أن أخبرتها هذه المرأة بأنها تتمنى أنها عندما تأخذه قلبها، أن تأخذ كذلك معها قلبها فعلًا؛ أي مشاعرها تجاه أبنائها وعطفها على غيرها، علمت رقية بعدها بأن الحياة ليست بالمال والجاه، بل بالعطاء. بعد أن كانت رقية قبل أيام تعد الأيام لموت رجاء، صارت تترجاها أن تجري العملية التي نسبة نجاحها 3%، ولكن رجاء ترفض. في النهاية، تتوفى رجاء، وتتلقى رقية قلبها، بينما يُتَبرَّع بكليتها وكبدها لشخصين آخرين، وينتقل أبناء رجاء للعيش مع رقية، التي صارت تحبهم وتخاف عليهم مخافة الأم على أبنائها |     |                                                  |                   |                                          |                   |                              |
| القصة التاسعة |     |                                                  |                   |                                          |                   |                              |
| 23 | 1 َ  | «معك سرًّا عليك جهرًا (الجزء الأول)»                | سيف شيخ نجيب      | فرنسا، زماننا الحالي                     | 18 يونيو 2017     | الحلقة 23 على تلفزيون قطر    |
| 24 | 2 َ  | «معك سرًّا عليك جهرًا (الجزء الثاني)»               | سيف شيخ نجيب      | فرنسا، زماننا الحالي                     | 19 يونيو 2017     | الحلقة 24 على تلفزيون قطر    |
| «أسامة» مهاجر أو لاجئ سوري فر فرنسا يعمل مصوِّرًا. أثناء تواجده في إحدى الأماكن العامة، تطلب منه سيدة أوربيَّة مراقبة عربة طفلها ريثما تملأ رضاعته بالماء. بعد ذهبابها، يلاحظ أسامة أن ما تخفيه بالعربة قنبلة موقوتة، فيهرب لينجو بحياته. رصدت كاميرات المراقبة وجهه وتم تحديد هويته، وصار مطلوبًا هاربًا من العدالة. بعد إصابته بطلقٍ ناري من قبل قوات الأمن الفرنسية، يتسلل أسامة ويختبأ في شاحنة نقل أثاث، وتتجه الشاحنة إلى منزل أسرة كويتية تتكون من سيدة كبيرة في السن وابنتيها وحفيدها، ويجد مسدس لعبة فيأخذه ويهدد العائلة به ويرغمهم على إطاعة أوامره. يقوم أسامة بإزالة الرصاصة من جرحه وكيِّة بالسترێتر، ثم يتناول طعام العشاء مع العائلة ويكشف عن حقيقة قصته بعدها، حينها يجدون صورة قد تثبت براءته للسلطات، تترجاه السيدة أن يُسلِّم نفسه، ولكنه يرفض خوفًا منه ألَّا يصدقوه الشرطة رغم وجود ما قد يثبت براءته. أثناء نقاشه، يُسمع دوي مكبرات الصوت من خارج المبنى منادية على أسامة بتسليم نفسه ومخبرة إياه أنه محاصر ولا جدوى من الفرار. يعطي أسامة الصورة للعائلة لتنشرها على الإنترنت إن أصابه مكروه لتثبت براءته، ثم يستعد للهروب، إلا أن السيدة تصر عليه أن يأخذها كرهينة كي يُؤمِّن هروبه، فيرفض إلا أنها تُلح. بعد خروجهما من المبنى، يطلب أسامة من الشرطة سيارة لكي يهرب بها، وسط تهديده بإيذاء "الرهينة" التي بيده، ووسط انتظاره وترقبه، يتلقى رصاصة في القلب من قناصة ترديه قتيلًا فورًا. |     |                                                  |                   |                                          |                   |                              |
| القصة العاشرة |     |                                                  |                   |                                          |                   |                              |
| 25 | 1 َ  | «انتي اسمك ميري وانا اسمي مدام (الجزء الأول)»    | سائد بشير الهواري | الكويت، زماننا الحالي                    | 20 يونيو 2017     | الحلقة 25 على تلفزيون قطر    |
| 26 | 2 َ  | «انتي اسمك ميري وانا اسمي مدام (الجزء الثاني)»   | سائد بشير الهواري | الكويت، زماننا الحالي                    | 21 يونيو 2017     | الحلقة 26 على تلفزيون الظفرة |
| 27 | 3 َ  | «انتي اسمك ميري وانا اسمي مدام (الجزء الثالث)»   | سائد بشير الهواري | الكويت، زماننا الحالي                    | 22 يونيو 2017     | الحلقة 27 على تلفزيون الظفرة |
| القصة الحادية عشر |     |                                                  |                   |                                          |                   |                              |
| 28 | 1 َ  | «دير بالك على اخوك (الجزء الأول)»                | سائد بشير الهواري | الكويت، تسعينات القرن العشرين            | 23 يونيو 2017     | الحلقة 28 على تلفزيون الظفرة |
| 29 | 2 َ  | «دير بالك على اخوك (الجزء الثاني)»               | سائد بشير الهواري | الكويت، تسعينات القرن العشرين            | 24 يونيو 2017     | الحلقة 29 على تلفزيون الظفرة |
| 30 | 3 َ  | «دير بالك على اخوك (الجزء الثالث)»               | سائد بشير الهواري | الكويت، تسعينات القرن العشرين            | 25 يونيو 2017     | الحلقة 30 على تلفزيون الظفرة |

## الاستقبال والانتقادات
ذكرت صحيفة البيان الإماراتية بعض الهفوات التي وقع فيها المخرج سيف شيخ نجيب في القصة الأولى، كتحدث وحدة الأمن بين بعضهم البعض باللغة العربية الفصحى رُغم كونهم يعيشون بدولة أجنبية تتحدَّث الإنگليزية، وكذلك ردَّة فعل سبيچة الخائفة التي سبقت صوت صفارة الإنذار.
مجلة سيِّدتي السعودية امتحدت أداء سعاد عبد الله في أول قصتين، قائلة: «...وسعاد العبد الله بهذين الدورين أبدعت من خلال أدائها الطبيعي وخبرتها التراكمية كممثلة قديرة صاحبة رؤية في أعمالها خدمت نصوص وقصص الكاتبة هبة مشاري حمادة»
موقع مشاهيري الإماراتي المُختص بالفن، في مقالة تحت عنوان «سعاد عبد الله وراء نجاح مسلسل»كان في كل زمان«في رمضان 2017؟»، وصف العمل بالناجح، مضيفًا: «ويحظى العمل حتّى الآن بأصداء جيّدة نسبةً إلى الإختلاف والتجدّد الذي يقدّمه من كافّة النّواحي والجوانب، فهل ساهمت الفنّانة القديرة بنجاحه بفضل خبرتها الطّويلة والأداء الذي لا يختلف عليه أحد كونها بطلة العمل الرئيسيّة؟»
انتقدت مجلة هي الحلقة التاسعة عشر من المسلسل (ام السعف والليف (الجزء الرابع))، ووصفت الأخطاء الإخراجية في هذه الحلقة بالـ«ساذجة». في هذه القصة تمضي خمسة عشر عامًا بين أحداث البداية (الجزء الأول) والنهاية (الجزء الرابع)، إلا أن ملامح الممثلين لم تتغير البتة أو تغيرت تغيرًا طفيفًا فقط.
حسب ادعاء صحيفة الخليج الإماراتية، فإن القصة الأكثر جدلًا، لحد تاريخ 15 يونيو، كانت قصة «خيانة أغسطس».
في مقالة منشورة في جريدة الشرق الأوسط بتاريخ 16 يونيو 2017 مع بطلة المسلسل سُعاد عبد الله، وصفت الممثلة العمل بالناجح وعبرت عن سعادتها باستقبال الجمهور للمسلسل.
في 22 يونيو 2017، قامت جريدة القبس الكويتية بالسخرية من تتر المسلسل لإخطائه باسم العميد في الشرطة الكويتية عادل الحشاش، كتابتهم اسم أحمد الحشاش بدلًا عن ذلك خطأً.
في 22 يونيو 2017، قدمت مجلة هي تحليلًا سريعًا لأداء البطلة سعاد عبد الله في المسلسل، ووصفة بأبرز المسلسلات الخليجية لهذه السنة، ووصفت المسلسل بـ«الثري جدًّا» بسبب تعدد أدوار ومحاور المسلسل.

انتقد المخرج غافل فاضل تجاهل سعاد عبد الله للأسباب التي تؤدي إلى الأحداث، بينما وصفت الناقدة ليلى أحمد فكرة المسلسل بالجيدة والنبيلة، ولكن نصُّه سطحي و«أقرب إلى نشيد مدرسي ويحتاج إلى معالجة درامية»، وأضافت قائلة «مؤسف أن تظهر سعاد بعد هذا التاريخ بهذه الحالة».
في استفتاء أجرته جريدة النهار الكويتية على موقعها الإلكتروني، حصدت سعاد عبد الله على المركز الأول لأفضل ممثلة في الدورة الرمضانية بعد أن صوَّت لها 41% من المشاركين في الاستفتاء، بينما حصد المسلسل على المركز الرابع لفئة أفضل مسلسل كويتي، بمجموع 16% من الأصوات. محمد القفاص، أحد مخرجي المسلسل، أتى في المرتبة الثالثة كأفضل مخرج كويتي في الدورة بنسبة 7% من مجموع الأصوات.

### هجوم هبة حمادة على فريق الإنتاج
في الأسبوع الأخير من عرض المسلسل، هاجمت كاتبة المسلسل هبة حمادة فريق الإنتاج عبر حسابها في إنستجرام، قائلة: «جميل.. لكارثة تلفزيونية أمر في غاية البساطة.. وكذلك حلقة الخادمات الثانية تحولت حواراتها شديدة الواقعية، إلى حوارات مهجّنة تتجاهل أبسط مشاهد.. حوار شخصين من جنسية واحدة بالعربية أضحكني.. لقد صمتّ طويلًا على التعسف البصري الذي قتل الورق قتلًا.. ولكني ما عدت استطيع.. لقد استُبعدت تمامًا من هذا العمل، وانا في غاية البراءة منه.. أعتذر لأوجاع يدي التي لا تنتهي، ولنفسي وورقي ووقتي.. وأعتذر للمشاهد لم أكتب ما تراه على الشاشة.. لم أكن جزءًا من تلك الجريمة»، بما دفع منتج المسلسل عامر صباح لإنتاج بيان للرد على تعليقات هبة التي وصفها بالـ«بعيدة عن الحقيقة»، وأضاف أن الكاتبة كانت تتأخر كثيرًا في إرسال الحلقات، مما سببًّا ضغطًا كبيرًا على فريق العمل. وأضاف بيان صباح پكچرز بأن الفضل يعود لسعاد عبد الله لتحملها جميع المسؤوليات وإيصالها للمسلسل لبر الأمان قبل انتهاء المدة الزمنية المحددة، ورفض تدخل الكاتبة في عملية تحويل كتاباتها لعمل تلفزيوني.

## اقتباسات
ملاحظة: ظهور بعض الكلمات بخط غليظ يعني أن القائل قد شدَّد عليها أثناء حديثه.